# ГЕС Moccasin
ГЕС Moccasin — гідроелектростанція у штаті Каліфорнія (Сполучені Штати Америки). Знаходячись перед ГЕС Кірквуд (вище по течії) та ГЕС Дон-Педро, входить до складу каскаду на річці Туолемі, правій притоці Сан-Хоакін (впадає до затоки Сан-Франциско).
Відпрацьована на верхній станції каскаду вода потрапляє назад в Туолемі, на якій за кілька сотень метрів нижче по течії розташована невелика водозабірна гребля Ерлі-інтейк. Вона спрямовує воду до прокладеного під лівобережним гірським масивом дериваційного тунелю довжиною 29,5 км із двох секцій перетином 3,1х3,1 та 4,1х4,1 метра, який завершується у верхньому балансувальному резервуарі Priest, створеному на висотах правобережжя Moccasin Creek (ліва притока Туолемі).
Зі сховища Priest вода потрапляє до тунелю довжиною 1,8 км, котрий переходить у два наземні водоводи завдовжки по 0,46 км. Останні розгалужуються на чотири довжиною по 0,75 км, котрі по завершенні з'єднуються попарно та передають ресурс до двох водоводів завдовжки по 0,3 км. Остання ділянка з'явилась у 1960-х роках під час модернізації станції — введений в експлуатацію ще у 1925 році перший машинний зал мав чотири турбіни типу Пелтон, які в 1968-му замінили на дві.
Наразі загальна потужність станції становить 100 МВт. Гідроагрегати використовують напір у 350 метрів та в 2017 році забезпечили виробітку 326 млн кВт-год електроенергії.
Відпрацьована вода потрапляє у створений в руслі Moccasin Creek нижній балансувальний резервуар з площею поверхні 0,12 км2 та об'ємом 0,7 млн м3, який утримує кам'яно-накидна гребля Moccasin висотою 18 метрів та довжиною 220 метрів. При цьому для підтримки якості води у резервуарі стік самого Moccasin Creek перехоплюється дещо вище та випускається після греблі.
Зі станції здійснюється дистанційне управління ГЕС Кірквуд та ГЕС Dion R Holm.